# Wobbenbüll
Wobbenbüll település Németországban, Schleswig-Holstein tartományban. Lakosainak száma 466 fő (2023. december 31.). Wobbenbüll Husum és Hattstedt községekkel határos.

## Népesség
A település népességének változása:
| Lakosok száma | 346  | 439  | 436  | 469  | 480  | 466  |
|               | 1975 | 2017 | 2019 | 2021 | 2022 | 2023 |